# Pierronne
Pierronne, auch Pierrone, Pierronne la Bretonne oder Perrinaïc (* in der Bretagne; † 3. September 1430 in Paris) war eine bretonische Frau, die im Kontext einer Gruppe von Frauen um Jeanne d’Arc wegen ihrer Behauptung, sie habe in Visionen „Gott in menschlicher Gestalt gekleidet in einer langen weißen Robe über einer roten Tunika“ gesehen, hingerichtet wurde. Es gibt Hinweise, dass Pierronne 1429 mit Jeanne d’Arc zusammengetroffen ist. Sie wurde von pro-englischen Kräften in Corbeil-Essonnes im März 1430 verhaftet und am 3. September 1430 auf dem Platz vor der Kathedrale Notre-Dame de Paris verurteilt und auf dem Scheiterhaufen hingerichtet.

## Leben
Pierronne soll aus der westlichen Bretagne (Bretagne bretonnante) gekommen sein, aber ihre genauen Geburtsdaten sind unbekannt. Die Namensvariante Perrinaïc ist ein Versuch, den französischen Namen ins Bretonische zu übertragen.
Über Pierronnes Leben ist nur wenig bekannt, abgesehen von kurzen Beschreibungen in verschiedenen Quellen aus dem 15. Jahrhundert. Sie wurde als Gefährtin eines Franziskaners namens Bruder Richard beschrieben, der für seine Verbindung mit mehreren Mystikerinnen, darunter Jeanne d’Arc, bekannt und ein Lieblingsprediger der Königin Marie d’Anjou war. Zu Weihnachten 1429 war Pierronne wahrscheinlich mit Jeanne d’Arc zusammen, da die späteren Anklagen erwähnen, dass sowohl Pierronne als auch Jeanne d’Arc zu dieser Zeit die Eucharistie von Bruder Richard empfingen.

## Verhaftung und Hinrichtung
Über die Verhaftung, den Prozess und Hinrichtung gibt eine zeitgenössische Pariser Quelle eines anonymen Autors Auskunft, deren Inhalt insbesondere in den Schriften des 19. Jahrhunderts zu Jeanne d’Arc ausgeschmückt wurde:

Item, le troisiesme jour de septembre, à ung dimanche, furent preschées au puis Nostre-Dame deux femmes, qui, environ demy an devant, avoient esté prinses à Corbeil et admenées à Paris; dont la plus aisnée, Pierronne (et estoit de Bretaigne bretonnant), elle disoit et vray propos avoit, que dame Jehanne, qui sarmoit avec les Arminaz, estoit bonne, et ce qu'elle faisoit estoit bien fait et selon Dieu.

Item, elle recogneut avoir deux fois receu le précieux corps de Nostre Seigneur en ung jour.

Item, elle afférmoit et juroit que Dieu s'apparoit souvent à elle en humanité, et parloit à elle comme amy fait à autre, et que la darraine fois qu'elle l'avoit veu, il estoit long vestu de robe blanche, et avoit une huque vermeille pardessous: qui est aussi comme blas- phème. Si ne s'en volt oncques revocquer de l'affermer en son propos, qu'elle véoit Dieu souvent vestu ainsi; par quoy, cedit jour, fut jugée à estre arse, et mourut en ce propos cedit jour de dimenche. Et l'autre fut delivrée pour celle heure.

„Am 3. September, einem Sonntag, wurde in der Pariser Notre-Dame eine Strafpredigt über zwei Frauen gehalten. Sie waren etwa sechs Monate zuvor bei Corbeil ergriffen und nach Paris gebracht worden. Die Ältere, Pieronne, stammte aus der bretonisch sprechenden Bretagne; sie behauptete - und zwar wahrheitsgemäß -, dass meine Dame Jeanne, die an der Seite der Armagnacs kämpfte, gut war und dass das, was sie tat, gut getan wurde und Gottes Wille war.

Sie gab zu, dass sie den kostbaren Leib Unseres Herrn zweimal an einem Tag empfangen habe.

Sie beteuerte und schwor, dass Gott ihr oft in menschlicher Gestalt erschienen sei und mit ihr geredet habe, wie ein Freund mit einem anderen; dass er beim letzten Mal, als sie ihn gesehen habe, ein langes weißes Gewand und darunter eine rote Tunika getragen habe, was gotteslästerlich ist. Sie wollte ihre Behauptung, dass sie Gott oft so gekleidet gesehen habe, nicht zurücknehmen und wurde deshalb an diesem Tag dazu verurteilt, verbrannt zu werden, was sie auch wurde, und starb an diesem Sonntag unter Beibehaltung ihres Glaubens. Das andere Mädchen wurde vorläufig freigelassen.“

## Nachleben

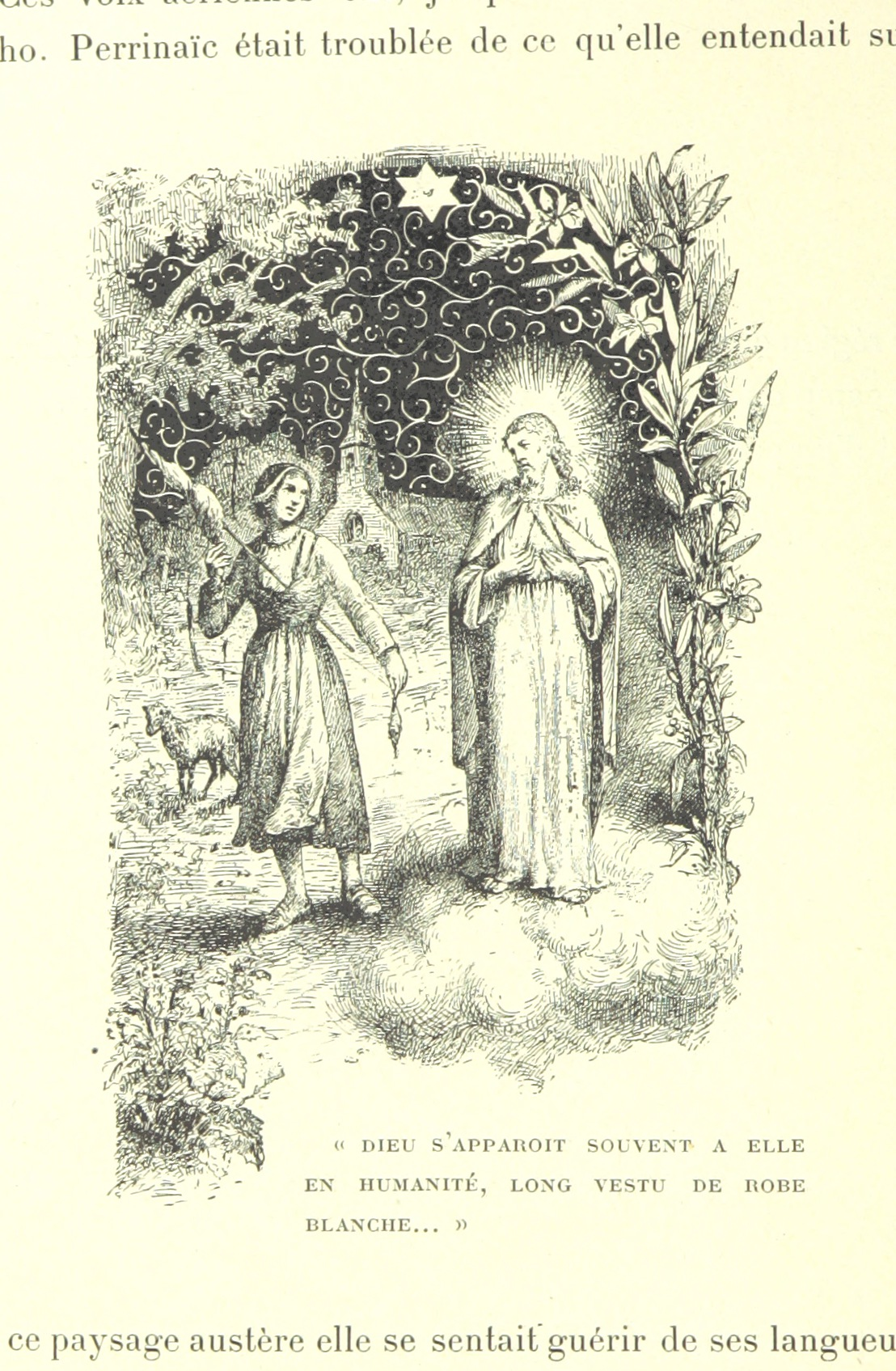
Darstellung der Vision Gottes in „langer weißer Robe“ in H. und G. Debouchet: Zig-Zags en Bretagne, Paris 1894, S. 398.

Die wesentliche Geschichte über Pierronne ist Perrinaïc, une compagne de Jeanne d’Arc, ein von Narcisse Quellien 1891 veröffentlichter Roman, in der sie als enge Gefährtin Jeanne d’Arcs geschildert wird. Das Werk wurde schon von zeitgenössischen Historikern des 19. Jahrhunderts und beginnenden 20. Jahrhunderts als vollständig fiktiv bewertet.
Judy Chicago widmete Pierronne eine Inschrift auf den dreieckigen Bodenfliesen des Heritage Floor ihrer 1974 bis 1979 entstandenen Installation The Dinner Party. Die mit dem Namen Pierrone beschrifteten Porzellanfliesen sind dem Platz mit dem Gedeck für Petronilla de Meath zugeordnet.